# Andragius
 Andragius est un roi légendaire du royaume de l'île de Bretagne (actuelle Grande-Bretagne), qui est mentionné par Geoffroy de Monmouth dans son Historia regum Britanniae (vers 1135).

## Contexte
Andragius (gallois:Andryw) est mentionné par Geoffroy de Monmouth dans son  Historia Regum Britanniae comme le 3e des fils du roi Cherin qui occupent successivement le trône après ses frères Fulgenius et  Edadus. Il a comme successeur Urianus .

## Source
- Geoffroy de Monmouth Histoire des rois de Bretagne, traduit et commenté par Laurence Mathey-Maille, Édition Les belles lettres, coll. « La roue à livres », Paris, 2004,  (ISBN 2-251-33917-5)